# حاسوب نانوي
حاسب النانو

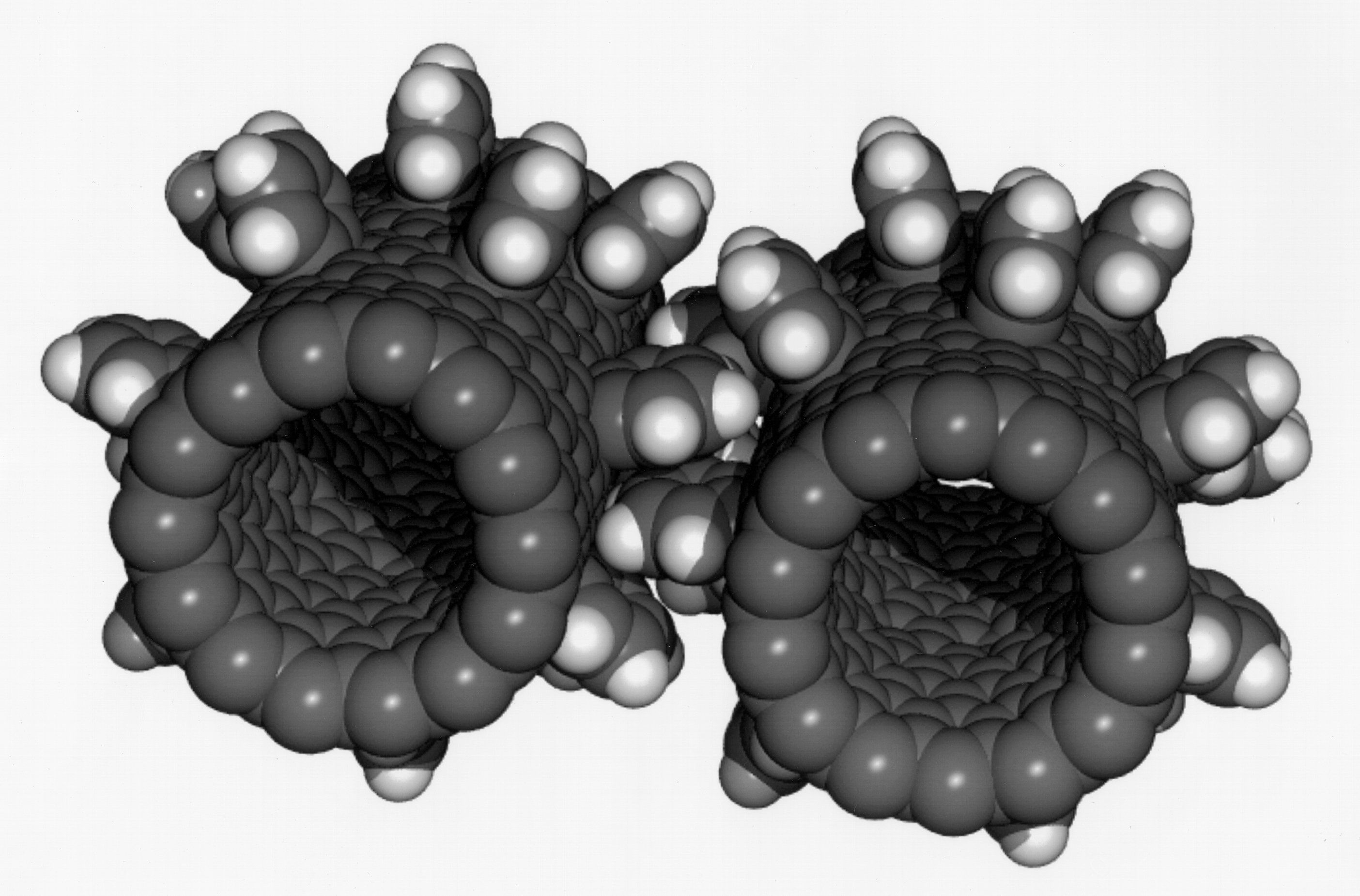
يجري قسم أنظمة محاكاة الفضاء الجوي العددي (NAS) التابع لمركز أبحاث أميس التابع لناسا، في موفيت فيلد، كاليفورنيا، أبحاثًا حول الأجهزة ذات الحجم الجزيئي المعروفة باسم تقنية النانو. تُظهِر هذه الصورة اثنتين من "تروس الفوليرين النانوية" بأسنان متعددة. والأمل هو أنه في يوم من الأيام، يمكن تصنيع المنتجات باستخدام آلاف الآلات الصغيرة التي يمكنها الإصلاح الذاتي والتكيف مع البيئة التي توجد فيها. قام الباحثون بمحاكاة ربط جزيئات البنزين بالجزء الخارجي من الأنبوب النانوي لتشكيل أسنان التروس. الأنابيب النانوية هي أنابيب ذات حجم جزيئي مصنوعة من ذرات الكربون. "لقيادة" التروس، قام الكمبيوتر العملاق بمحاكاة الليزر الذي يعمل كمحرك. يقوم الليزر بإنشاء مجال كهربائي حول الأنبوب النانوي. يتم وضع ذرة موجبة الشحنة على أحد جانبي الأنبوب النانوي، وذرة سالبة الشحنة على الجانب الآخر. يقوم المجال الكهربائي بسحب الأنبوب النانوي مثل دوران العمود. جي هان، وآل جلوبس، وريتشارد جافي، وجلين ديردورف هم مؤلفو ورقة فنية توضح تفاصيل هذه التكنولوجيا والتي تظهر في مجلة تكنولوجيا النانو.

حاسب النانو هو الاسم المنطقي للحاسب الأصغر من الحاسب الصغير، والذي بدوره أصغر من الحاسب المصغّر.(سمّي الحاسب المصغّر «مصغّراً» لأنه أصغر بكثير من الحاسب المركزي (بالإنجليزية: Mainframe)‏.) وتقنياً هو الحاسب الذي لا تتعدى أجزاءه الأساسية بضعة النانومترات. للمقارنة فإن أصغر أجزاء المعالجات الصغرية(الدقيقة) الحالية يبلغ 45 نانومتر حسب ما ورد في 21 شباط، 2007
. لم تتوافر حواسب تدعى حواسب النانو تجارياً بعد، ولكن تم استخدام المصطلح في العلوم والخيال العلمي.
هناك عدة طرق لبناء حواسب النانو باستخدام تقنيات ميكانيكية، إلكترونية، كيميائية حيوية، أو كمومية. ومن غير المحبذ استخدام الترانزستورات المصنّعة من أنصاف النواقل في بناء حواسب النانو (وهي مكونات الكترونية دقيقة وتعتبر المكوّن الأساسي في جميع الأجهزة الالكترونية الحديثة)، حيث يتناقص أداءها بشكل كبير حين يتناقص حجمها إلى أقل من 100 نانومتر.

## اقرأ أيضاً
- تقنيات الصغائر(النانوتكنولوجي)
- قاذفة ستارسيد Starseed launcher [الإنجليزية]
- قائمة الحواسب الخيالية في الثمانينات - حاسوب النانو متعدد المداخل منخفض الطاقة LEVIN من روايات ويليام ت كويك  أحلام الآلهة والرجال والشخصيات (1989)
- الحاسب الكمومي
- رسبري باي

## وصلات خارجية
- حاسب الرذاذ
- تقنيات حاسب النانو المستقبلية- مخطط التقنيات الممكنة (إلكترونية، عضوية، ميكانيكية، كمومية)

.